# بياضات
البياضات هي منتجات نسيجية منزلية مخصصة لأغراض الاستخدام اليومي، مثل أغطية السرير ومفارش المائدة والمناشف وقد تشير كلمة البياضات أيضًا إلى البياضات التي تستخدم في الكنائس، ويقصد بها أقمشة المذبح التي تستخدم في الكنيسة.

## معلومات تاريخية

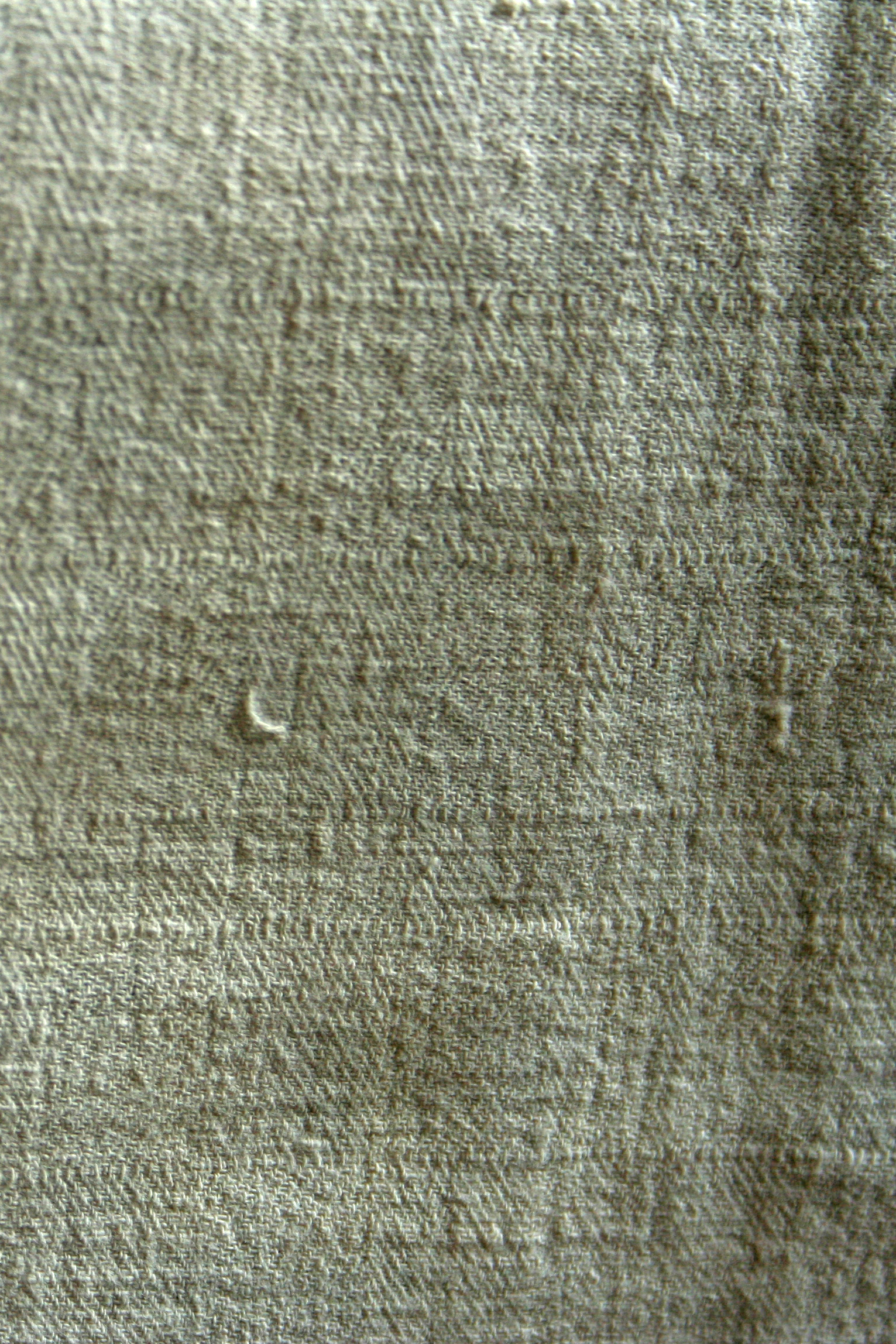
صورة عن قرب لنسيج من قماش الكتان مشغول يدويًا في باكر القرن العشرين في البلقان.

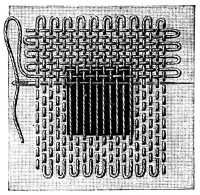
توضيح كيفية رتق الكتان، من موسوعة التطريز (1884) بواسطة تيريز دي ديلمونت (Thérèse de Dillmont).

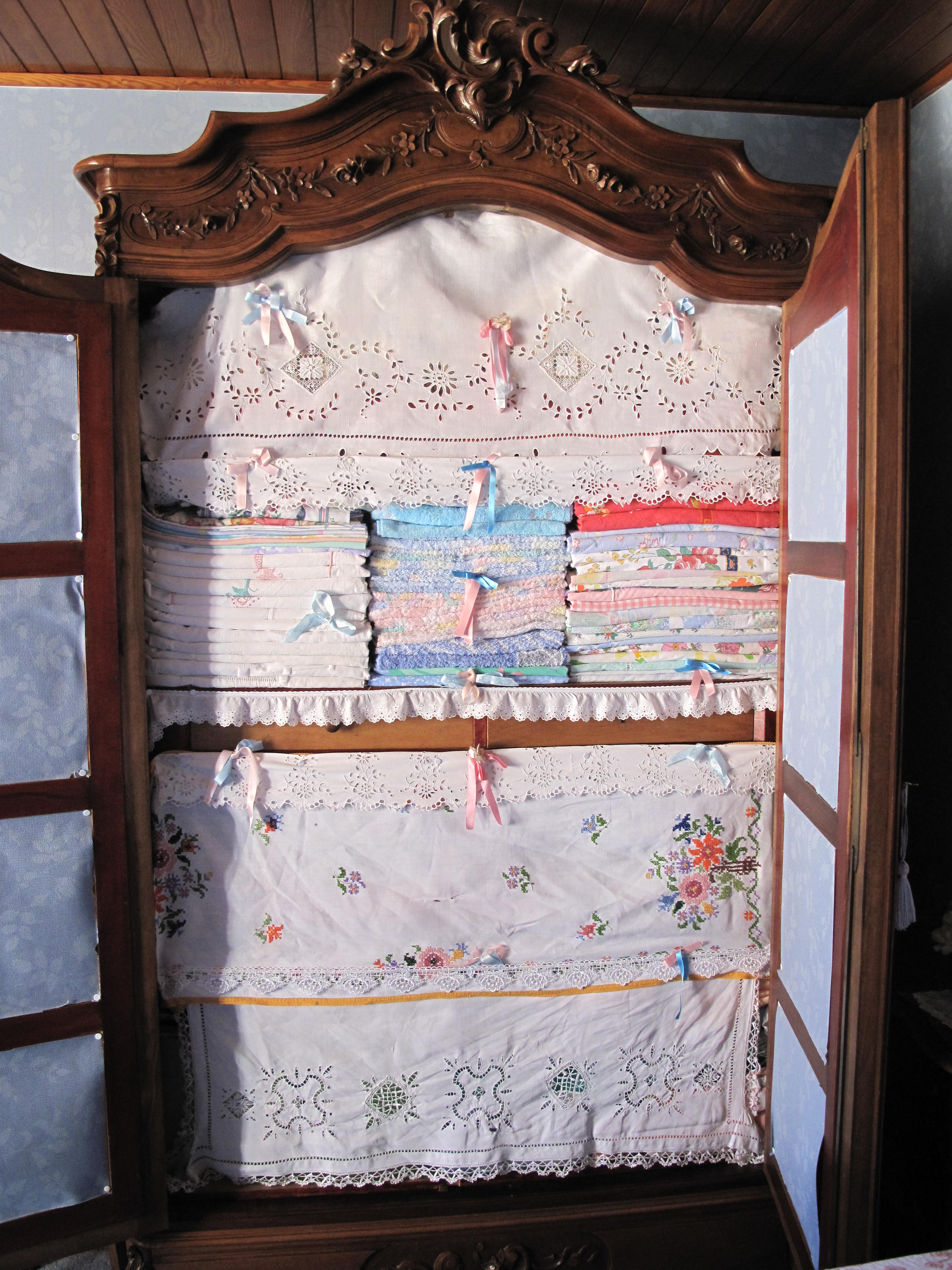
خزانة فرنسية مرصوص بها بياضات منزلية بطريقة تقليدية، مزينة بأغطية مطرزة للحماية من الأتربة معلقة على الأرفف.

صُنعت أقدم البياضات المنزلية من أنسجة دقيقة مغزولة من ألياف الكتان لصناعة قماش البياضات. وقد كانت محاصيل الكتان تزرع في مصر القديمة وبابل وزرعها أيضًا الفينيقيون. وقد عُثر على أقدم قطع باقية من قماش الكتان في المقابر المصرية ويرجع تاريخها إلى 4000 قبل العصر المسيحي. وعثر أيضًا على الألياف الكتانية في قطع القماش في أوروبا ويرجع تاريخ تلك الأقمشة إلى العصر الحجري الحديث في عصور ما قبل التاريخ.:76
يعد القطن من الألياف الشائعة المستخدمة لصناعة الأقمشة الداخلة في تصنيع البياضات المنزلية. ويعود استخدامها في صناعة الأقمشة إلى عصور ما قبل التاريخ في الهند والصين وبيرو ومصر. وتميزت الهند بالقماش القطني عالي الجودة منذ القدم عام 1500 قبل العصر المسيحي.:66
واشتهر قماش الكتان على وجه الخصوص أثناء العصور الوسطى في أوروبا، وتعود تقاليد صناعة المنتجات القماشية المنزلية «البياضات» إلى تلك الفترة.:76 ووفقًا للتقاليد التي شاعت في العصور الوسطى، والتي ظلت حتى الحقبة الحديثة، اعتادت العروس على أن تحصل على هدية يعدها لها نساء العائلة تتمثل في البياضات كهدية للزفاف لمساعدتها على إعداد منزل الزوجية الجديد. بينما كان يسمى ذلك في فرنسا جهاز العروس، وأحيانًا كان يقدم للعروس في صندوق ملابس العروس المصنوع من الخشب.
أدخلت الثورة الصناعية تغييرات جمة على صناعة الأقمشة. إذ أدى ظهور الاستعمار الأوروبي في الوقت نفسه إلى دعم النمو السريع الذي حققه إنتاج القماش بخلق مصادر كثيرة للمواد الخام رخيصة الثمن. قد يستورد مصنعو الأقمشة البريطانية خام القطن من أمريكا وجزر الهند الغربية البريطانية ويرسلونه إلى أيرلندا حيث يجري نسجه وتحويله إلى خيوط. وقد تصدر هذه الخيوط إلى إنجلترا حيث المصانع المزودة بالماكينات التي توظف آلاف العمال، الذين ينسجون القماش باستخدام الأنوال الصناعية. وفي عام 1781 أعلن أحد منتجي الأقمشة في مانشستر عن عمله إلى لجنة مجلس العموم في برلمان المملكة المتحدة. وصرح بأنه قد وظف 6000 عامل الذين بوسعهم الطباعة والرسم على مساحة 60000 ياردة من الأقمشة القطنية والكتانية كل عام. كذلك، فقد كانت باقي الدول الأوروبية تقوم بتصنيع أنواع البياضات المنزلية الخاصة بها والاتجار فيها وقد أدت أساليب التصنيع الهائلة والمنافسة التجارية إلى انتشار البياضات المنزلية التي أصبحت في متناول الجميع تدريجيًا.
أما اليوم فلا يزال يستخدم مصطلح «البياضات» للتعبير عن كل المنتجات ذات الصلة حتى ولو كان معظمها مصنوعًا من القطن أو من الألياف الصناعية أو مزيج بينهما.

## تنظيف البياضات وتخزينها
تنظَّف البياضات المنزلية حسبما يتفق مع نوع القماش. غالبًا ما تنتج البقع التي تظهر على البياضات المنزلية عن مصادر عضوية مثل الطعام والدم والتربة. إذا ما كانت البياضات مصنوعة من ألياف طبيعية مثل الكتان والقطن، فيلزم شطف القماش بأقصى سرعة ممكنة بالماء البارد حتى لا تثبت البقعة نهائيًا على القماش. ويستثنى من ذلك البقع الناتجة عن النبيذ الأحمر والفواكه والتوت الأحمر والأرجواني فيجب غسلها بالماء المغلي،:97 ولكن على الرغم من ذلك، قد يصبح التخلص من تلك البقع أمرًا مستحيلاً. وبخلاف ذلك، يجب غسل البياضات المنزلية عادة في الماء الساخن لأغراض صحية للقضاء على البكتيريا الباقية على البياضات نتيجة الاستخدام المتكرر. وقد يتحول الكتان الأبيض وأيضًا القطن الأبيض إلى اللون الأصفر بمرور الوقت، ولكن يمكن التخلص من ذلك بالتبييض إما باستخدام التبييض السائل، أو باتباع الطريقة التقليدية المتمثلة في تعليق البياضات تحت أشعة الشمس إلى أن يؤدي ضوءها إلى التخلص من تغير اللون.:94
تخزن البياضات المنزلية بالقرب من الأماكن التي تستخدم بها إذا ما أمكن ذلك، لتحقيق الراحة. بخلاف ذلك، قد تخزَّن بياضات الأسرّة والمطبخ وغرفة تناول الطعام مع بعضها في دولاب أو خزانة بياضات. هناك طرق كثيرة لطي البياضات للتخزين. للمناسبات الرسمية، قد تكوى بياضات المائدة قبل الاستخدام. وجرت العادة على أن تنشَّى بياضات المائدة أثناء الكي لتقليل التجاعيد والاحتفاظ بالمظهر الأصلي الناعم. أدى التخزين الموسمي للبياضات إلى تطور طرق مكافحة الآفات في أوروبا لمنع العثة واليرقات وغير ذلك من الحشرات والقوارض من أكل القماش. فئران الطيب المصنوعة من النيم المجفف والقرنفل والخزامى وأعشاب أخرى تعد تقليدية مثل رقائق خشب الأرز[ ؟ ].:133
تنظيف اثاث بالرياض

### التنظيف الصناعي للبياضات
تطورت المغاسل الصناعية في العصور الوسطى عندما استخدمت أديرة وصوامع كثيرة منشآتها الخاصة. واتبعت مستشفيات ومدارس داخلية كثيرة هذا النموذج. أما اليوم يوجد أنواع عدة من المغاسل الصناعية. أحيانًا تستخدم المستشفيات مزالق المغاسل لجمع البياضات المستخدمة. وتنقل إلى مغسلة صناعية حيث تخزن منقسمة إلى ثلاث فئات: بياضات متسخة بالطريقة المعتادة أو ملوثة بعدوى أو الزي الموحد للعاملين. وتغسل تلك البياضات بطريقة مناسبة عادة في درجات حرارة مرتفعة لضمان القضاء على الفيروسات والبكتريا والوسخ وتعقيم البياضات قبل عودتها للمستشفى.:138
في الهند توفر مجموعة دوبي غاتس خدمة الغسل لكل من المؤسسات والمنازل. تجمع البياضات المنزلية والملابس في يوم محدد من أيام الأسبوع بواسطة دوبي حيث تغسل الأقمشة المراد غسلها على سلم مؤدٍ لنهر غالبًا ما يوجد في منطقة دوبي غاتس الكبيرة حيث يعمل كثير من الدوبيين أكشاكهم الخاصة. تبلغ مساحة كل كشك تقريبًا أربعة أمتار مربعة. تغسل الأقمشة داخل أنابيب ضخمة وتشطف وتنظف بقرعها على حجر مخصص لهذا الغرض ثم تعلق البياضات بعدها لتجف. تعالج البياضات الصناعية في مبخرة لعدة ساعات لأغراض التنظيف. تعمل مجموعة دوبيز أيضًا على كي البياضات.:142

## البياضات العتيقة
يمكن أن تكون عملية جمع البياضات العتيقة وتخزينها عملية معقدة وتتوقف على حالة القماش. كثير من البياضات المنزلية القديمة كانت تخزن بعدما تملأ بالنشا الذي يهلك القماش على مدار الوقت إذ يصلب القماش ويؤدي إلى تهالك وتمزق النسيج عندما يطوى ويثنى. وعلى صاحب البياضات القديمة أن يقرر ما إذا كان الحفاظ عليها أو إصلاحها أو رتقها هو الأمر المناسب.
يمكن تعريف أنواع البياضات العتيقة بحسب المكان المصنوعة به. تضم الأماكن التي اشتهرت بصناعة البياضات المنزلية ذات الجودة الموروثة، أيرلندا حيث اشتهرت بـ الكتان الأيرلندي والدانتيل وجزر ماديرا المشهورة بنوع من الكتان يسمى قماش ماديرا. قد يحفز نوع الزينة الموجود على البياضات على اقتنائها خاصة التطريز بما يشتمل على التطريز بالخيوط الحمراء والتطريز بالخيوط الزرقاء الذي لا يستخدم فيه سوى خيط باللون الأحمر أو الأزرق. ويحفز أيضًا تزيين البياضات بالدانتيل على اقتنائها مثل، دانتيل باتنبيرج.

## بيع البياضات
كانت «مبيعات البياضات» التي تجري في شهر يناير عادة في الولايات المتحدة منذ أواخر القرن التاسع عشر. مبيعات البياضات المقامة بواسطة المتاجر متعددة الأقسام لبيع البياضات وأغطية السرائر والمناشف بأسعار مخفضة. وتسمى هذه المبيعات «مبيعات البياضات» إذ بدأ البيع في حقبة من التاريخ لم تتوفر فيها تلك المنتجات إلا باللون الأبيض.

## قائمة البياضات المنزلية
- المئزر
- الملاءة
- تنورة السرير
- مفرش السرير
- بطانية
- ستارة
- لحاف
- لحاف (نوم)
- قماشة أطباق
- منديل المائدة
- منيدل المائدة
- كرانيش السرير
- منديل
- قفازات الفرن
- واقي المائدة
- وسادة
- مفرش الطاولة
- سجادة للطاولة
- منشفة

## قائمة بياضات الكنيسة
تستخدم بياضات الكنيسة في الكنائس المسيحية ولكن الكاثوليك الرومان قد يكونون هم المسيطرون على غالبية الاستخدام الدقيق للبياضات. وتستخدم البياضات لتمثل الطبيعة المقدسة للمذبح ولحماية أفخارستيا. وتشمل بياضات الكنيسة:
- قماش المذبح (ويسمى أحيانًا «البياض»)
- المعلقة الأمامية في المذبح
- المفرش المثلث بالمذبح
- قماش المعمودية
- حقيقبة القربان المقدس
- كفن مشمع
- غطاء الكأس
- غطاء
- مفرش بوفيه مائدة القربان
- غطاء طويل مزركش
- حوض الغسيل
- بساط الرحمة
- منديل التنظيف
- الطبقة الأولى من غطاء المائدة المقدسة